# 南沃洛地區
南沃洛地區（Debub Wollo Zone）是埃塞俄比亞阿姆哈拉州的10個地區之一，面積16,956.06平方公里，南面是北施瓦地區 (阿姆哈拉州)和奧羅米亞州，西臨西戈賈姆地區，西北部與南貢德爾地區接壤，北臨北沃洛地區，東面是奧羅米亞地區。根據埃塞俄比亞中央統計局2005年人口普查的資料，南沃洛人口約2,942,886，其中男性1,446,752人，女性1,496,134人，12,4%居民住在市區，人口密度為每平方公里173.56人。